# Kållands-Åsaka kyrka
Kållands-Åsaka kyrka är en kyrkobyggnad som sedan 2006 tillhör Kållands-Råda församling (tidigare Kållands-Åsaka församling) i Skara stift. Den ligger i Kållands-Åsaka i Lidköpings kommun.

## Kyrkobyggnaden
Kyrkans äldsta delar är koret och långhusets östra del som uppfördes av tuktad sandsten på 1200-talet. Vid medeltidens senare del uppfördes vapenhuset och sakristian av gråsten. Under 1400-talet försågs kyrkans innertak med kryssvalv och omkring år 1470 dekorerades valven med kalkmålningar. Efter en brand 1755 stod kyrkan öde och man hade planer på att riva den, men under 1780-talet reparerades kyrkan. Under 1800-talets senare hälft förlängdes långhuset åt väster med murar av tegel. Vid en restaurering 1948 togs kalkmålningarna fram från att ha varit överkalkade. 1974 försågs kyrkan med åskledare.

## Inventarier
- Dopfunten av sten från 1100-talet är tillverkad av stenmästare Harald.
- Ett triumfkrucifix är från 1200-talets början. Triumfkrucifixet hänger på den låga och smala triumfbågen som skiljer långhuset från koret.
- En tronande madonnaskulptur från senare delen av 1300-talet utförd i lind. Höjd 80 cm. [1]
- En skulptur av en påve är från slutet av 1400-talet.
- Altaruppsatsen köptes in 1686 och pryddes med skulpturer gjorda av bildhuggare Aureller.
- Predikstolen är inköpt 1702 och dekorerad av bildhuggare Aureller. Tillhörande skulpturer föreställer Paulus, aposteln Johannes, Mose, Aron och Johannes Döparen.
- Orgeln med nio stämmor, två manualer och pedal tillkom 1991.

## Klockstapeln
På kyrkogården, nordost om kyrkan, finns en fristående klockstapel av rött timmer med öppen konstruktion som täcks av ett spånklätt sadeltak. Stapeln uppfördes 1773 och ersatte en äldre förfallen stapel. I stapeln hänger två kyrkklockor som båda är gjutna 1787 av mäster Nils Billsten i Skara. 1973 installerades elektrisk ringning i stapeln.

## Bilder

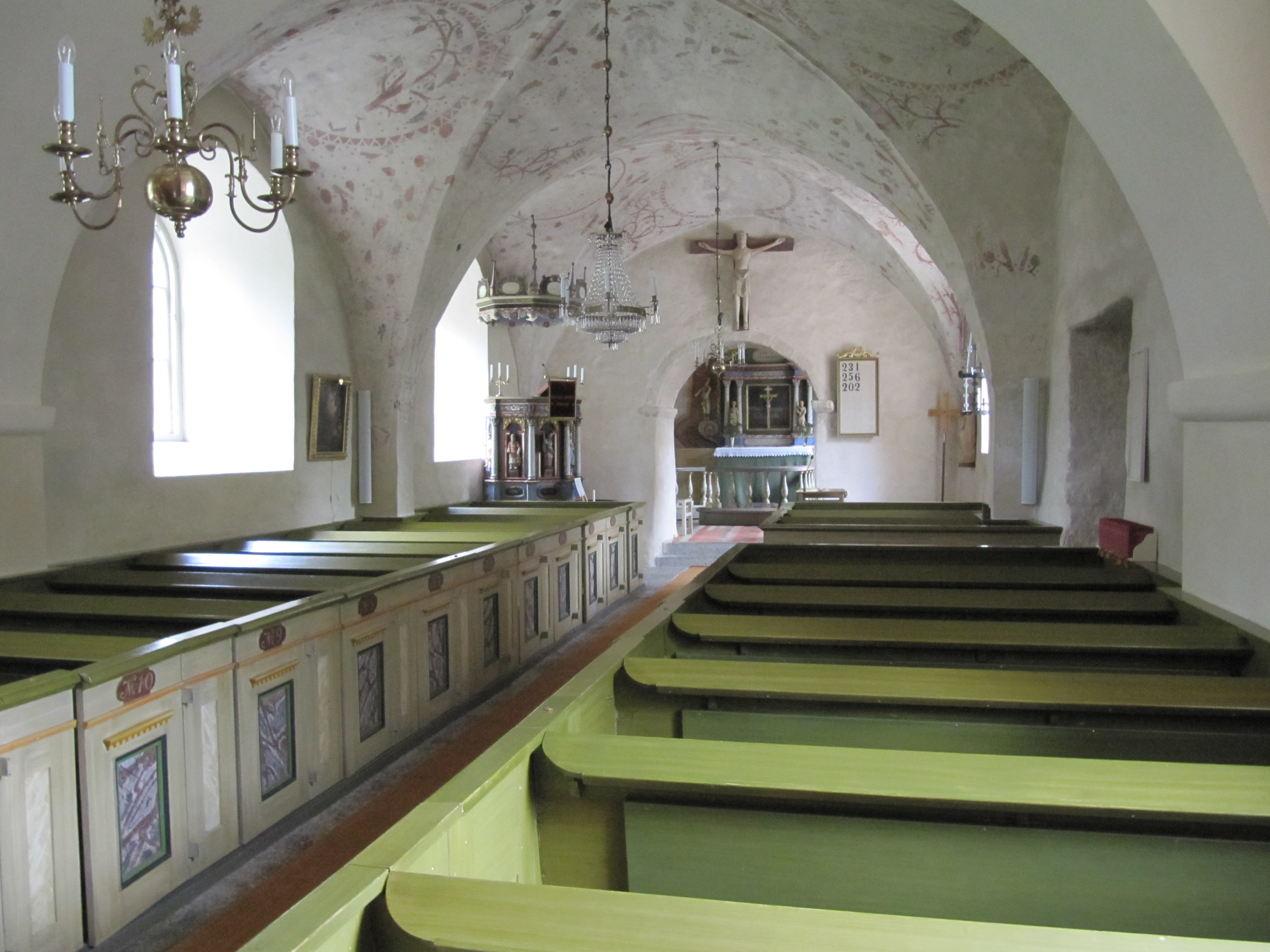
Kyrkorum
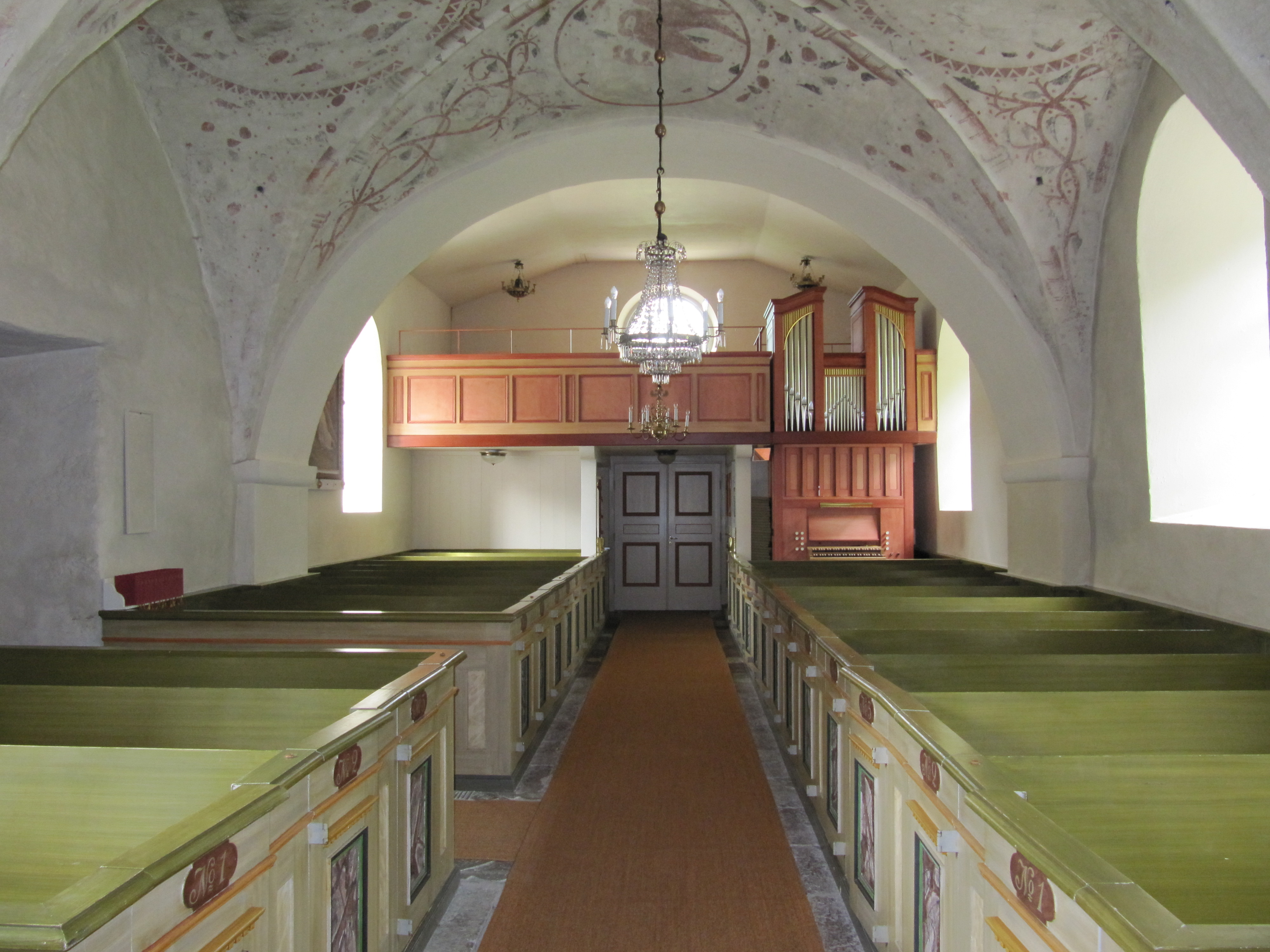
Kyrkorum mot orgelläktare
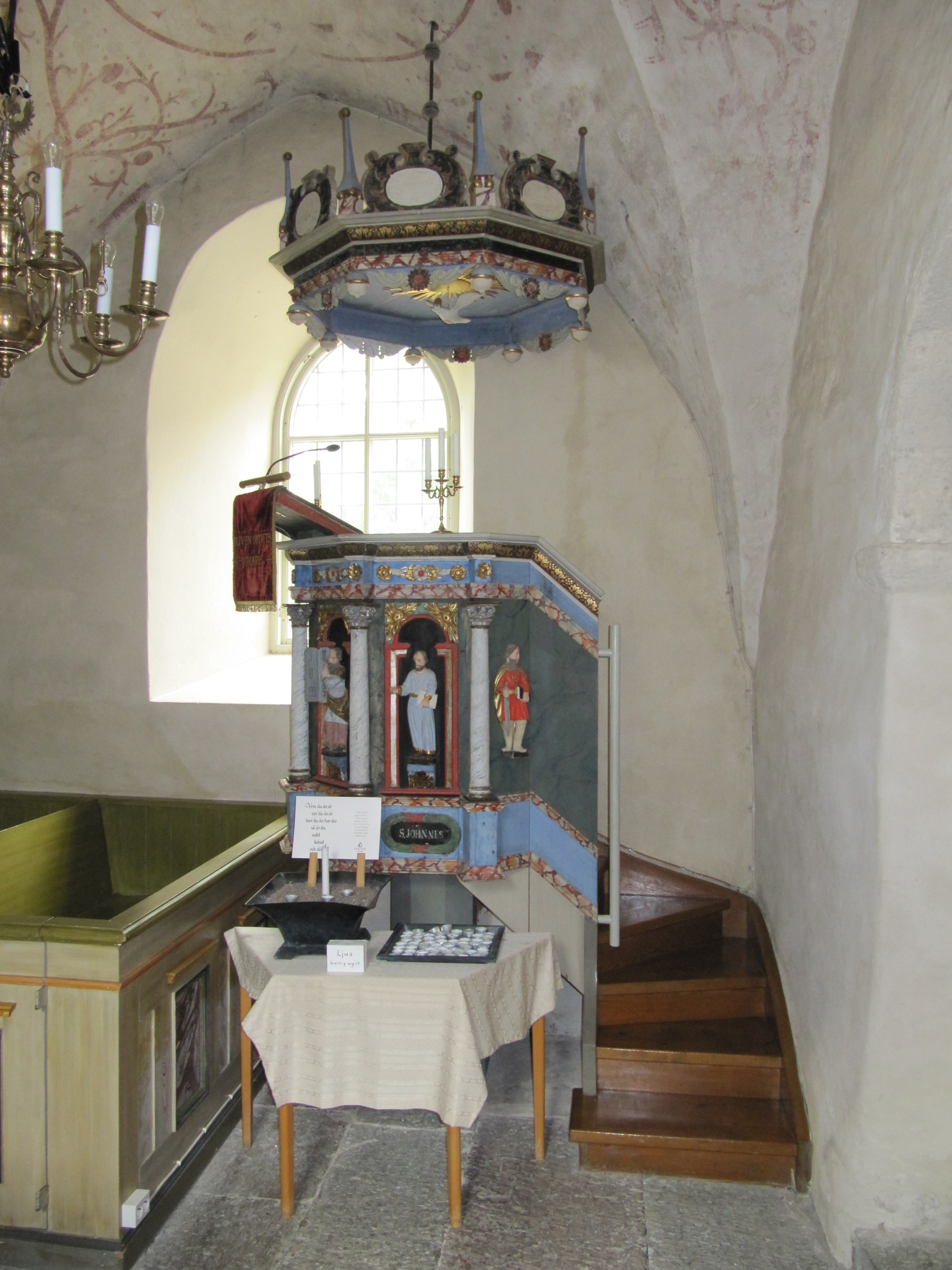
Predikstol
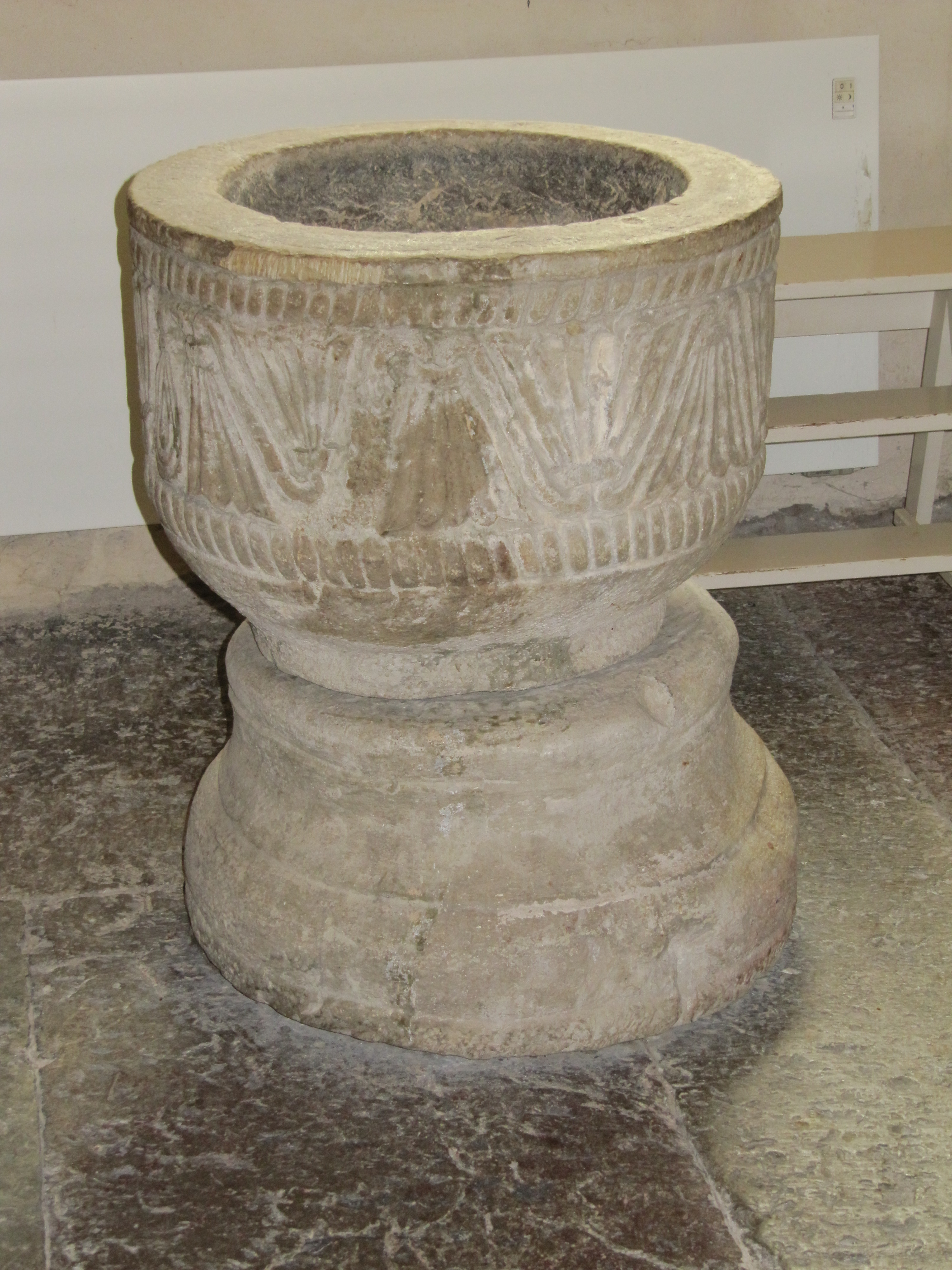
Dopfunt
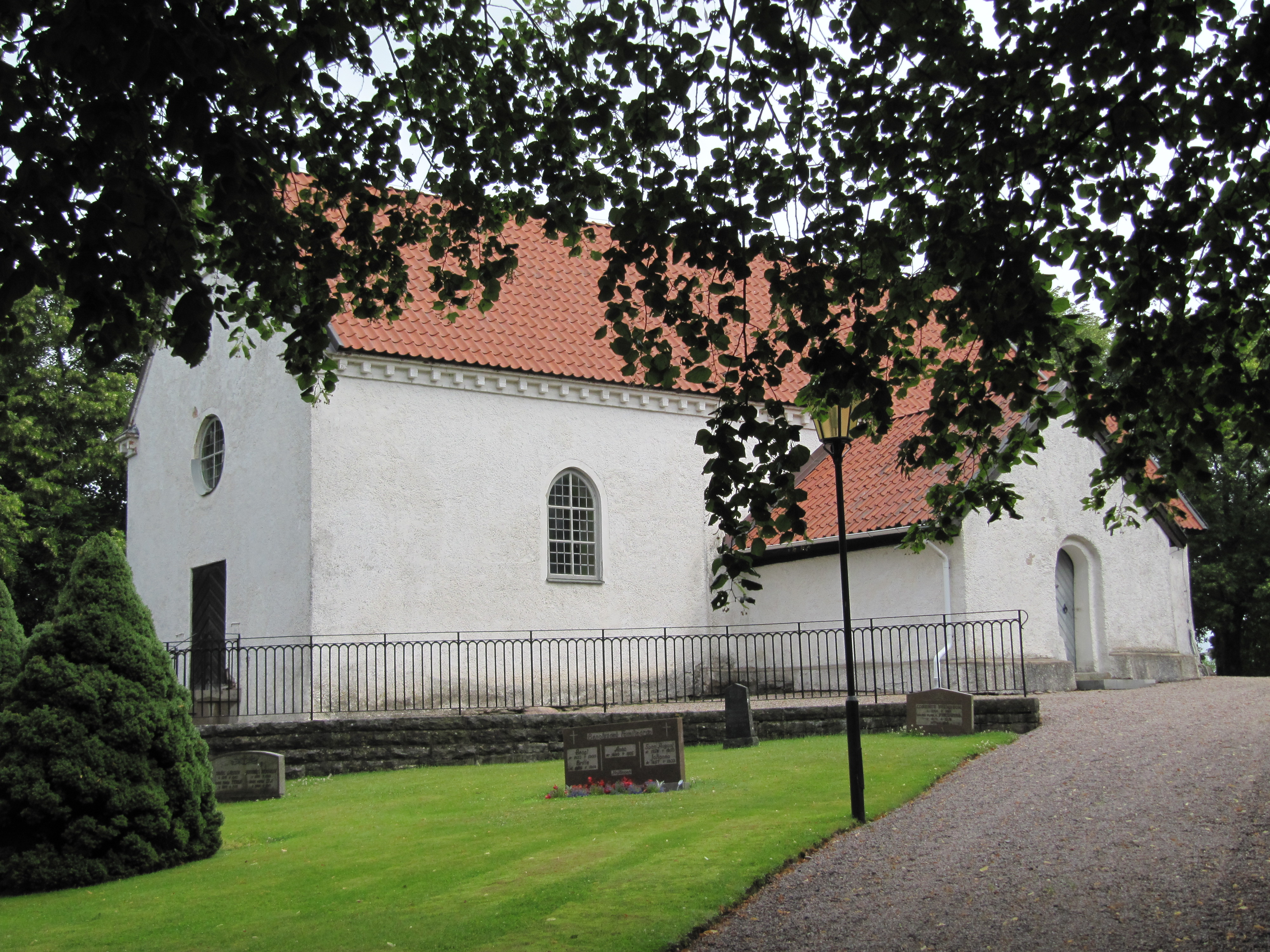
Kyrkan från sydvästra sidan
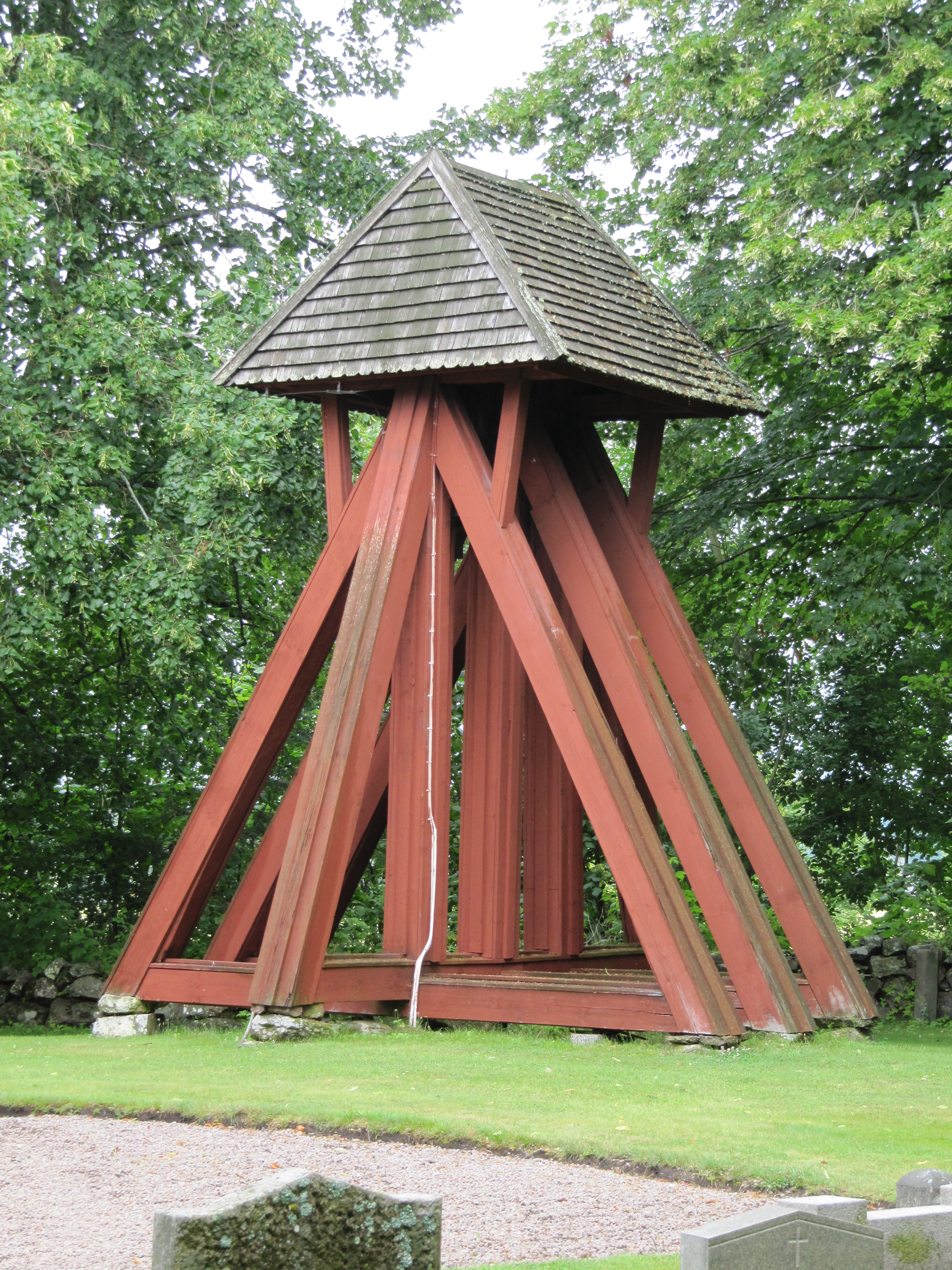
Klockstapel